# Andijan
Andijan ili Andižan (uzb. Andijon / Андижон; rus. Andijan / Андижан) je četvrti najveći grad u Uzbekistanu te glavni grad provincije Andijan. Nalazi se na istoku zemlje u Ferganskoj dolini blizu kirgistanske granice na rijeci Andijan-Say. Prema podacima iz 2010. grad je imao 373.800 stanovnika.

## Ime
Arapski geografi iz 10. stoljeća (i dalje), gradu su davali imena Andiyon, Andukan, Andugan i Andigan. Prema tradicionalnom objašnjenju, ime grada je povezano s turkijskim plemenom Andi.

## Povijest
Andijan je bio važno mjesto za odmor na tzv. putevima svile, jer se nalazi na pola puta između gradova Kashgara i Khodjenda. Uništio ga je Džingis-kan a obnovio njegov unuk Kaidu-kan krajem 13. stoljeća. Tako je grad sljedeća tri stoljeća bio prijestolnica na području Ferganske doline. Grad je možda najpoznatiji kao mjesto u kojem se rodio Zahir-ud-din Muhammad Babur 1483. godine. On je bio osnivač dinastije Mughar koja je vladala na području današnje Indije, Pakistana i južne Azije.
Grad je bio središte andijskog ustanka 1898. godine kojeg je predvodio Madali Ishan napavši ruske vojne barake u gradu, ubivši 22 a ranivši između 16 - 20 ljudi. U znak odmazde, 18 sudionika ustanka je obješeno a 360 ih je prognano.
12. prosinca 1902. velik dio grada je zadesio snažan potres ubivši 4.500 stanovnika te uništivši 30.000 domova u regiji.

## Andijan tijekom i nakon sovjetske vladavine
U vrijeme Sovjetskog Saveza, Andijan je odvojen od svojeg povijesnog zaleđa kada je dolina Ferghana podijeljena između tri sovjetske republike. Tako je Andijan postao dijelom uzbečke sovjetske socijalističke republike. Cijela regija tada se razvijala na temelju uzgoja pamuka i svile.
Tijekom 2. svjetskog rata mnogi sovjetski državljani su evakuirani u Andijan i okolne republike.
Nakon raspada SSSR-a početkom 1990-ih, Andijan i cijela regija postali su veoma nestabilni. Siromaštvo i porast islamskog fundamentalizma stvorili su veliku napetost prema manjinama u regiji. To je 2. svibnja 1990. rezultiralo nemirima u kojima su napadane kuće lokalnih Židova i Armenaca. Cijela provincija Andijan je nakon pada Sovjetskog Saveza 1991. pretrpjela teški gospodarski pad. Jedan od razloga je bio postavljanje granica između Uzbekistana i novonastalih država, što je stanovnike pograničnog Andijana dovelo do povećanja postojećeg siromaštva. To je dovelo i do prisutnosti islamskih fundamentalista u gradu.
U svibnju 2003. godine je uhićen lokalni stanovnik Azizbek Karimov pod optužbom za provođenje bombaških napada u ime "Islamskog pokreta Uzbekistana". Osuđen je i ubijen u travnju 2004. godine.

## Masakr u svibnju 2005.
13. svibnja 2005. uzbekistanska vojska je otvorila paljbu na masu prosjednika koji su prosvjedovali zbog loših uvjeta života i korumpirane Vlade. Procjenjuje se da se gubici kreću od 187 do 5.000 ubijenih ljudi. Uzbečka Vlada je u početku za masovnu egzekuciju optužila islamske teroriste a nakon što su zapadne zemlje zahtijevale neutralnu istragu, Vlada je priznala vlastitu krivicu. Broj poginulih u Andijanu je sporan jer nije bila dopuštena nezavisna istraga.

## Gospodarstvo
Gospodarstvo Andijana se temelji na navodnjavanju poljoprivrednih površina na kojima se uzgajaju voće, pamuk, svila te uzbekistanski ikat.